# Luigino
Luigino era il nome dato in Italia alle monete d'imitazione del petit louis, una moneta francese d'argento da 1/12 di luigi (Douzieme d'écu), pari a 5 sol tornesi, e quindi detta anche louis aux cinq sous (luigi da cinque soldi).
I luigini furono coniati in Italia da molte zecche per essere inviati nei paesi del Levante dove furono utilizzati come ornamento. Nell'Impero ottomano la moneta prese il nome di timmin o temmin, dall'arabo thumn (un ottavo) perché il valore nominale era di 1/8 di altun, una moneta turca. Questo commercio, diffuso dalla metà del XVII secolo, diede luogo dapprima a una speculazione e in seguito a una vera e propria truffa.
In tempi moderni il cosiddetto principato di Seborga ha usato questo nome per coniare medaglie che non hanno corso legale.

## Storia
In Francia il luigino fu emesso la prima volta nel 1641, assieme alle prime coniazioni del luigi, nell'ambito della riforma monetaria voluta da Luigi XIII. Pesava circa 2,25 grammi e aveva un titolo di 967 millesimi.
La moneta di Luigi XIII aveva al dritto il busto del re e al rovescio lo stemma coronato con i gigli di Francia. Questa monetazione fu importante perché introdusse definitivamente l'uso della monetazione meccanica, tramite torchio, in sostituzione della vecchia monetazione al martello.
Luigi XIII morì poco dopo e la moneta fu coniata con gli stessi tipi sotto Luigi XIV che gli successe al trono all'età di cinque anni. Le prime monete recano quindi il ritratto infantile del re.
Monete d'imitazione, cioè monete con caratteristiche metrologiche e tipi simili furono coniate da varie zecche in Francia e in Italia.
In Francia ci fu l'emissione feudale della zecca di Trévoux capitale del ducato della Dombes, all'epoca feudo della principessa Anna Maria Luisa d'Orléans, la Grande Mademoiselle. Altre monete furono coniate nelle stesso periodo dal principe di Orange, Guglielmo Enrico, in seguito re d'Inghilterra con il nome di Guglielmo III.
In Italia il luigino fu imitato da molte zecche, con tipi simili: figura con lunghi capelli al dritto, spesso femminile e stemma coronato con i tre gigli al rovescio. Ci furono anche coniazioni con tipi diversi ma con uguali caratteristiche di peso e dimensioni che ricevettero vari nomi.
La vicenda è esposta da Carlo M. Cipolla nel libro "Tre storie extra ordinarie" con il titolo "La truffa del secolo (XVII)" e in precedenza da Poey d'Avant e prima ancora da Chardin nei suoi Voyages, resoconti dei suoi viaggi in Persie e India negli anni 1660 - 1670.

### La truffa
(Jean Chardin, Voyages du chevalier Chardin en Perse et autres lieux de l'Orient (ed. 1811))
Dal 1656 nell'Impero ottomano divennero di moda le monete francesi da cinque soldi che venivano utilizzate come ornamento: ci si facevano orecchini, collane e se ne ornavano anche i vestiti. La richiesta crebbe e le "donne turche" erano disposte a pagare fino al doppio del valore della moneta pur di averla. Questa domanda trasformò di fatto la moneta da mezzo di pagamento in pura merce e quindi il prezzo delle monetine seguì la legge di domanda e offerta e creò la possibilità di un notevole guadagno.
Di fronte a questa possibilità alcuni speculatori cercarono il modo di coniare queste monete senza essere accusati come falsari. Si rivolsero quindi a nobili francesi che fossero ancora detentori del diritto di monetazione.
I primi furono Onorato II, principe di Monaco, la principessa Anna Maria Luisa d'Orléans, che riapri la zecca di Trévoux capitale del ducato della Dombes, e il principe d'Orange, Guglielmo IX. Furono coniate monete a nome della principessa e dei principi. Le prime imitazioni avevano un titolo abbastanza alto, ma ben presto le monete incominciarono a essere di lega più scadente.
Dopo Monaco, Dombes e l'Orange, si iniziarono a coniare luigini ad Avignone che nel XVII secolo era ancora sotto dominio pontificio.
Ad Avignone i luigini furono coniati, a partire dal 1658, in base alle richieste provenienti dai mercanti di Marsiglia che li avrebbero usati nei commerci con il Levante. Le prime emissioni, dal 1658 al 1660, avevano al dritto il busto del papa volto a destra, con in testa il pileolo, e al rovescio lo stemma del legato pontificio, nonché nipote del papa, cardinale Flavio Chigi, stemma sovrastato dal cappello cardinalizio, il galero. La presenza dei simboli religiosi e l'immagine di un vecchio al dritto resero queste monete poco gradite in Turchia cosicché si cominciarono a coniare monete con il ritratto del legato, che aveva un aspetto più giovanile, e al rovescio uno scudo con le armi dei Chigi, ma senza cappello cardinalizio.
In seguito l'affare passò oltre le Alpi, arrivando in Italia, in particolare nel territorio della repubblica di Genova dove esistevano diversi feudi che godevano ancora del diritto di monetazione. Alcuni non l'esercitavano più da tempo, altri invece, pur godendone, addirittura non l'avevano mai esercitato. Intravedendo l'affare furono quindi attivate molte zecche che incominciarono a coniare. Alcune, come quella dei Cibo a Massa di Lunigiana, coniarono monete con un titolo elevato, mentre le altre già dalle prime emissioni usarono una lega più scadente. In Italia furono attive circa 20 zecche.
Le altre zecche fuori dall'Italia furono, oltre a quelle già citate, quelle di Neuchâtel, Zwolle e Malta.
Tra i primi a battere luigini ci furono gli Spinola a Tassarolo e Ronco, i D'Oria (o Doria) a Loano e Torriglia, i Centurioni a Campi di Val Trebbia, i Malaspina del Marchesato di Fosdinovo e altri.
Le emissioni dei primi anni 1660 avevano una lega minore ma comunque ancora erano d'argento. Ma subito dopo la situazione precipitò rapidamente e già nel 1665 era impossibile, prendendo un luigino, avere anche approssimativamente nozione del valore dell'intrinseco.
Furono anche coniate monete con peso e diametro simili, ma con tipi propri, ma sempre con leghe di qualità scadente da alcune zecche, come quelle di Genova, Livorno e Lucca.
Le zecche che imitavano le monete non erano gestite dai diretti titolari del diritto di coniazione, ma il lavoro era appaltato a speculatori per lo più della zona ma anche provenienti da altre aree. Cipolla cita un veneziano, un certo Moretti, noto come "il professore degli imbrogli".
Ci fu il paradosso per cui le truppe turche che stavano assediando Candia vollero essere pagate in luigini.
Questa situazione sollevò dei problemi di coscienza tra i nobili che permettevano agli speculatori di arricchirsi spacciando monete di basso valore. Alcuni di questi si rivolsero ai teologi per avere una loro opinione. Il principe Giambattista Centurioni placò la propria coscienza consultando un teologo che affermò che le colpe erano chi non eseguiva il saggio per valutare la qualità delle monete, tanto più che erano usate come ornamento e non come vere e proprie monete.
La principessa Violante Lomellini D'Oria ebbe la cattiva idea di consultare più esperti, ben dodici, ognuno dei quali espresse un'opinione differente. Solo tre di queste opinioni le furono favorevoli. Nonostante sia in odore di santità continuò le emissioni.
Il problema non se lo posero invece il legato pontificio di Avignone e gli abati di Lerino.
Cipolla pone in risalto come la preoccupazione riguardasse non la qualità delle monete ma le impronte usate che imitavano eccessivamente quelle francesi..

### La crisi
Nel giugno del 1665 Antonio Serristori, che fu senatore (governatore) di Livorno nel periodo 1655-1672, scrisse al granduca, che all'epoca era Ferdinando II de' Medici:
Questa mattina è arrivata una barca di Francia che n'ha quantità. Fino a hora se ne sono visti di due sorti, delle quali vengono accluse le mostre acciocché Sua Altezza le veda e possa ordinare che si devino o no permettersi. E per haver qui una regola certa per l'avvenire di tutte le sorti di detti luigini, bisognerebbe sapere di che lega devon'essere quelli che s'hanno a lassar correre...»
(citato da Cipolla, Tre storie, p. 55.)
Il 25 giugno del 1665 Antonio Serristori scriveva nuovamente al Granduca: 
Già nel 1665 i francesi quindi cominciarono a porsi problemi, inviando, come si è visto nella corrispondenza del Senatore di Livorno, un "Commissario Generale delle Zecche".
Nonostante queste prima avvisaglie i feudatari firmano nuovi contratti, come quello della principessa Violante con il "fermiero" Onorato Blauet.
Donna Violante Lomellina Doria principessa di Melfi contessa di Loano etc.
Concediamo, in virtù di questa facoltà ad Honorato Blauet Fermiero, ossia locatore della nostra Zecca di Loano di potere in essa far battere, e coniare monete chiamate Ottavetti, cioè con l'impronto della nostra effigie, e nome da una parte, e tre aquile e motto da dichiararsi dall'altra ; et altri ottavetti dell'effigie, e nome del Prencipe nostro figlio da una parte, e dall'altra le sue armi, e motto pure da dichiararsi, o altra parte delle nostre armi, che negl'uni e negl'altri Ottavetti sarà stimato a proposito ; con dichiaratione, che dette due sorti, o sia qualità di ottavetti non siano meno di bontà intrinseca di otto onze d'argento fino per ogni libbra ; quali ottavetti intendiamo non si debbano spendere se non nell'Imperio del Turco ; e duri questa nostra permissione per il solo tempo che ha da durare la locatione, ossia affitto per il detto Blauet della sopra detta Zecca. In fede etc. Dato in Genova li 4 agosto 1665.»
(Agostino Olivieri, Medaglie monete e sigilli dei principi Doria, Genova, 1858, p. 65.)
Nel 1667 ad affrontare seriamente il problema, anche questa volta a Livorno, furono gli inglesi. Questi infatti non avevano coniato questo tipo di monete e non avevano speculato su questo traffico. Inoltre il loro interesse era reale: a differenza della Francia e di molti stati italiani, la loro bilancia commerciale con il Levante era in attivo e quindi più che dare monete ai turchi, ne ricevevano da questi e quindi non desideravano ricevere come pagamento moneta deprezzata.
Fatte saggiare alcune monete si resero conto che il contenuto in argento delle monete era inferiore a un terzo di quanto avrebbe dovuto essere. Da ciò inviarono una protesta al governo ottomano che si affrettò a inviarla al governo del re di Francia, con l'accusa di battere moneta falsa. A Parigi da qualche anno il Contrôleur général des finances era Jean-Baptiste Colbert. La Francia, vista la situazione, vietò la lavorazione dei luigini. Il governo ottomano emanò ordini severissimi e il 18 luglio 1667 Genova emise un decreto che non solo vietava la speculazione dei luigini ma anche la semplice detenzione di queste monete.

### La fine
Queste deliberazioni non posero immediatamente fine alla produzione di monete che in alcuni casi arrivò perfino agli anni 80, in quanto la repubblica di Genova non aveva potere sui suoi feudi, che erano tradizionalmente fuori dal controllo della madrepatria. Successe perfino che alcuni speculatori che non riuscivano più a operare in Francia si trasferirono in questi feudi liguri. Anzi sembra che ci fosse intenzione di aprire nuove zecche: "si tratta di metter su ancora quelle di Nizza, Frassinello, Arquà et alcune altre".
Comunque nel 1670 la moda cominciò a rallentarsi e rimaneva il problema di riuscire a smaltire questa massa di moneta, "quasi tutta fasulla".
Con una sentenza del 1º luglio 1686, il Consiglio di Stato della corona francese decise definitivamente di vietare espressamente all'abate di Lerino la coniazione a Seborga.
Le monete furono coniate ancora per qualche anno ma la richiesta, come visto, venne meno. L'ultima coniazione fu quella di Innocenzo XII, negli anni 1690 ad Avignone.

## I tipi

### Dritto
I tipi più frequenti per il dritto sono un ritratto maschile infantile o giovanile oppure un ritratto femminile.
Il primo tipo è quello delle prime monete battute da Luigi XIV, mentre il secondo è quello usato dalla cugina, la principessa d'Orléans.
Il primo luigino coniato, quello di Luigi XIII, presentava al dritto la testa di un uomo adulto (Luigi aveva all'epoca 42 anni) e al rovescio lo stemma coronato dei Borbone di Francia, con i tre gigli in campo azzurro.
Poco dopo, dal 1643, furono coniati i luigini del figlio, Luigi XIV che all'epoca era un bambino. Quindi mentre il rovescio rimase uguale, al dritto apparve un ritratto infantile, con i capelli lunghi.
La principessa d'Orléans cominciò a coniare dei petit louis nel 1651 e in questo caso al dritto apparve, ovviamente, un ritratto femminile.
Questi due tipi e in particolare quello con una figura femminile, sono i più imitati dalla maggior parte delle zecche.
Su 26 zecche imitarono il ritratto della principessa d'Orléans: Arquata, Campi, Fosdinovo, Loano, Lucca, Malta, Messerano, Monaco, Ponzanello, Tassarolo e Torriglia.
In quasi tutte queste zecche il feudatario era un uomo e quindi si scelse di coniare le monete a nome della moglie o di un'altra donna della famiglia oppure a nome della madre in qualità di reggente. Questi ritratti sono più o meno simili a quello della principessa d'Orléans, con piccole variazioni. Cammarano individua più di 20 varianti nei disegni.
Altre zecche invece posero dei ritratti infantili, come il principe d'Orange, futuro Guglielmo III d'Inghilterra, che pur avendo già una quindicina di anni mostra un volto infantile o Loano che usò un ritratto dell'undicenne Giovanni Andrea Doria III oltre a un ritratto femminile motivato dal fatto che la madre era la reggente. Francesco II d'Este a Modena fu ritratto a cinque anni mentre la città di Zwolle usò un ritratto giovanile, simile a quello di Luigi.
Usarono ritratti del feudatario le zecche di Avignone, Fosdinovo (solo nel 1668), Livorno, Loano (oltre ai ritratti femminili), Mantova, Massa di Lunigiana, Modena, Monaco, Neuchâtel, il già citato Orange, Ronco, Seborga (che mise san Benedetto), Tassarolo (il ritratto di Filippo Spinola oltre a quello della moglie), Vergagni la città.
La città di Genova usò invece figure diverse allegoriche: una testa gianiforme, la Giustizia, la Liguria, il protettore della città, san Giorgio.

### Rovescio
Le monete di Luigi XIV, come anche quelle del padre recano al rovescio lo stemma dei Borboni, con tre gigli.
Anche la principessa di Orléans usò lo stemma dei Borbone, famiglia di cui fa parte essendo la cugina di Luigi XIV, ma brisato, in quanto ramo cadetto, con un lambello. Nel 1667 la principessa usò uno scudo a losanga, in francese "Écu des damoiselles". Questo forma di scudo, come peraltro indicato dal nome francese, era generalmente impiegato per le donne non sposate. La principessa all'epoca, anche a causa dell'opposizione del re, non era ancora coniugata; si sposerà solo nel 1681.
La maggior parte delle monete imitano al rovescio lo stemma dei Borbone, con i tre gigli, per lo più con il lambello, come quello della principessa d'Orléans. 
|               |                          |
| Stemma Medici | Stemma usato nei luigini |

Alcune zecche usano delle varianti. Ad esempio Ferdinando II de' Medici usò uno stemma simile a quello dei Borbone. Lo stemma dei Medici era d'oro con sei bisanti rossi, da cui il termine di palleschi dato ai loro sostenitori. A Piero il Gottoso fu concesso dal re di Francia Luigi XI di poter ornare la "palla" centrale con i tre gigli dorati in campo azzurro della casa di Francia. Ferdinando, e il figlio Cosimo dopo di lui, usarono per queste monete uno stemma con un tortello caricato dei gigli di Francia, cioè solo la "palla" centrale. In questo modo riuscirono a imitare con qualche diritto lo stemma francese.
|                     |
| Alabarda stilizzata |

Alcuni sostituirono uno o più gigli con: alabarde (Torriglia, Lucca), aquile (Loano, Torriglia), foglie (Loano), torri (Messerano), cornucopia (incerta). Tassarolo usò anche un giglio tra due rosette e una grande rosa.
Altri invece, più correttamente, usarono gli stemmi propri: i Grimaldi a Monaco usarono nelle prime emissioni le loro armi e poi dal 1667 anche loro usarono lo scudo con i tre gigli senza e con lambello. In particolare usarono lo scudo Grimaldi quando il dritto recava un ritratto maschile e lo scudo con i gigli quando invece al dritto era presente un ritratto femminile che imitava quello della Grande Mademoiselle
I papi ad Avignone, usarono dapprima lo stemma del cardinal legato che, essendo il nipote del papa, aveva le stesse armi. Lo stemma era sovrastato dal galero cardinalizio. Lo scarso successo della moneta determinato dal ritratto di una persona anziana – il pontefice – e dai simboli religiosi al rovescio, fece sì che dal 1662 furono cambiati i tipi. Al rovescio furono usate le armi del cardinale legato inserite dapprima in una cornice ottagonale e in seguito da uno scudo spagnolo coronato. La coniazione di Alessandro VII ebbe termine nel 1667. I luigini furono nuovamente battuti ad Avignone dal 1692 al 1693 sotto Innocenzo XII con due tipi. Uno recava al rovescio il monogramma PCL – per Petrus Cardinalis Legatus, cioè Pietro Ottoboni – e l'altro le armi di Ottoboni con il galero. Nel 1965 fu coniata l'ultima luigino di Avignone con al rovescio le armi dei Pignatelli, la famiglia del papa, caratterizzate dalle tre pignatte.
Alberico II Cybo Malaspina a Massa di Lunigiana usò al rovescio nel 1662 un pavone con la ruota aperta e in seguito le armi della sua famiglia. Questi monete recavano come indicazione del valore il numero 8 cioè otto bolognini. La monetazione di Alberico II costituisce l'ultima coniazione dei Cybo-Malaspina.
A Neuchâtel la dinastia degli Orléans-Longueville usò le proprie armi.
Il conte di Ronco e marchese di Roccaforte, Napoleone Spinola, a differenza dagli altri Spinola, usò le armi della propria famiglia.
Genova usò uno stemma con il motto civico e Zwolle usò uno stemma con l'immagine di san Giorgio che uccide il drago.
Le prime monete del principato di Orange furono quelle coniate nel 1650 con il nome di Guglielmo IX che recavano al rovescio lo stemma di Francia caricato dal corno di Orange; in questa moneta il ritratto al dritto era quello di un uomo adulto. Il principato riprese le coniazione dal 1658 usando al dritto il ritratto infantile del nuovo principe Guglielmo Enrico che aveva 8 anni e al rovescio lo stemma di Francia. Nel 1662 ci fu una crisi con il re di Francia e la coniazione fu interrotta. Riprese nel 1665 utilizzando al dritto sempre lo stesso ritratto ma al rovescio fu utilizzato lo stemma degli Orange - Nassau, inquartato al corno da caccia di Orange e al leone di Nassau. È anche conservata una moneta con un lo stesso rovescio ma con un ritratto adulto databile al 1684.

## Zecche
| Zecca                                                           | Autorità                                                                                        | Periodo                            | Tipi prevalenti (dritto) | Tipi prevalenti (rovescio) |
| --------------------------------------------------------------- | ----------------------------------------------------------------------------------------------- | ---------------------------------- | --- | --- |
| Arquata Scrivia                                                 | Marchesi Spinola                                                                                | 1667-69; 1682                      | Busto femminile anonimo, simile a quello di Dombes. Nel 1682 busto maschile di Gerardo Spinola                                                         | Scudo a tre gigli con lambello |
| Avignone                                                        | Papato                                                                                          | 1658-60; 1662-63; 1665-67; 1692-95 | Busto papale (Alessandro VII), busto maschile (card. Flavio Chigi), di nuovo Alessandro e infine Innocenzo XII                                         | Stemma con cappello cardinalizio prima, poi senza cappello.                                                                         |
| Campi                                                           | Marchesi Centurioni Scotti                                                                      | 1667-69                            | Busto femminile (Giulia Serra, moglie di Giovanni Battista Centurioni Scotti), simile a quello di Dombes.                                              | Scudo a tre gigli con lambello |
| Dombes                                                          | Anna Maria Luisa di Borbone                                                                     | 1651; 1659; 1662-68                | Nel 1651 busto maschile (di Gastone d'Orléans), poi busto della principessa                                                                            | Scudo a tre gigli con lambello |
| Fosdinovo                                                       | Maria Maddalena Centurioni, moglie di Pasquale, uno dei Malaspina                               | 1666-69; 1671; 1678                | Inizialmente busto femminile anonimo, simile a quello di Dombes. Nel 1668 una moneta a nome di Pasquale e poi le monete sono a nome di Maria Maddalena | Scudo a tre gigli con o senza lambello. Alcune monete recavano un'aquila bicipite caricata di scudetto con lo spino fiorito.        |
| Genova                                                          | Repubblica                                                                                      | 1668-69                            | Quattro tipi: gianuino: testa bifronte; giustino: Giustizia seduta; giorgino: San Giorgio a cavallo; ligurino: busto elmato della Liguria              | Tutti i tipi: stemma coronato con motto LIBERTAS tra grifi                                                                          |
| Livorno                                                         | Ferdinando II e Cosimo III                                                                      | 1657; 1659-66; 1678-76             | Testa maschile coronata | Scudo coronato con un tortello contenente i tre gigli                                                                               |
| Loano                                                           | Giovanni Andrea Doria III, la madre Violante Doria Lomellini, vedova di Andrea III              | 1665-69                            | Testa di Giovanni Andrea (undicenne) o di Violante, simile a quella della Principessa del Dombes.                                                      | Scudo su croce di sant'Andrea, con le armi dei Landi e aquila bicipite, oppure scudo tre gigli o con tre aquilette                  |
| Lucca                                                           | Repubblica                                                                                      | 1668                               | Figura femminile, simile a quella della Principessa del Dombes.                                                                                        | Scudo con tre gigli con lambello; scudo con tre alabarde e lambello.                                                                |
| Malta                                                           | Ordine di Malta (attribuzione discussa)                                                         | 1668                               | Figura femminile, simile a quella della Principessa del Dombes.                                                                                        | Scudo con tre fiori di cotone o arancio                                                                                             |
| Mantova (o altra?)                                              | Carlo II di Gonzaga Nevers                                                                      | 1660                               | Busto maschile con capelli lunghi | Scudo coronato con tre gigli; sopra la corona Olimpo ?                                                                              |
| Massa di Lunigiana                                              | Alberico II Cybo Malaspina                                                                      | 1662-1667                          | Busto di Alberico con riccioli; altro busto con capelli lisci                                                                                          | Pavone; scudo con stemma dei Cybo-Malaspina.                                                                                        |
| Messerano                                                       | Maria Cristina Simiana, moglie di Francesco Ludovico Ferrero Fieschi, III principe di Messerano | 1672                               | Busto femminile | Scudo con due gigli in capo e una torre in punta                                                                                    |
| Modena                                                          | Francesco II d'Este                                                                             | 1666                               | Busto infantile | Scudo coronato con tre gigli |
| Monaco                                                          | Onorato II Grimaldi (fino al 1662), Luigi I Grimaldi (dal 1662 al 1681)                         |                                    | Busto del principe; busto femminile | Stemma coronato dei Grimaldi, stemma coronato con tre gigli.                                                                        |
| Neuchâtel                                                       | Enrico II di Orléans-Longueville, Carlo-Paris d'Orléans-Longueville                             | senza data (Enrico); 1668 (Carlo)  | Busto maschile | Stemma degli Orléans-Longueville.                                                                                                   |
| Orange                                                          | Guglielmo Enrico d'Orange                                                                       | 1650; 1658-61; 1665-67; 1684       | Busto maschile infantile, da adolescente, giovanile.                                                                                                   | Scudo coronato con tre gigli; scudo con tre gigli brisato al corno da caccia, stemma di Orange-Nassau.                              |
| Ponzanello                                                      | Maria Maddalena Centurioni, moglie di Pasquale Malaspina                                        | 1669                               | Busto femminile | Scudo coronato con tre gigli con lambello                                                                                           |
| Ronco                                                           | Napoleone Spinola                                                                               | 1668-69                            | Busto maschile del marchese | Aquila bicipite con scudetto alle armi degli Spinola                                                                                |
| Seborga                                                         | Benedettini di Lerino                                                                           | 1667-69; 1671                      | Busto di San Benedetto | Scudo coronato dell'abate |
| Tassarolo                                                       | Livia Centurioni Oltremarini (moglie di Filippo Spinola), Filippo Spinola                       | 1658; 1660-69                      | Busto femminile; busti maschili diversi (Filippo?) | Scudo con tre gigli con o senza lambello (busto femminile); scudo con tortello del giglio e due rosette (busti maschili)            |
| Torriglia                                                       | Violante Doria Lomellini, vedova di Andrea III Doria                                            | 1664-69                            | Busto femminile | Scudo con tre gigli con lambello, con due gigli in capo e aquiletta in punta, con tre gigli a forma d alabarde con o senza lambello |
| Vergagni                                                        | Giovanni Battista Spinola                                                                       | 1680                               | Busto maschile corazzato | Scudo con stemma degli Spinola |
| Zwolle                                                          | Città libera                                                                                    | 1662                               | Busto giovanile (Luigi XIV) | Scudo coronato con san Giorgio che uccide il drago                                                                                  |
| N.B. esistono anche altre monete la cui provenienza non è certa |                                                                                                 |                                    | | |

### Singole zecche
- Emilio Bosco, Un curioso luigino per il Levante.  Numismatica e scienze affini, Santamaria II (1936), p. 40-42

Campi
- Ercole Gnecchi, Tre luigini inediti di Campi, in Rivista italiana di numismatica 1890, p. 533-542
– – I Luigini di Giulia Centurioni Serra principessa di Campi (1668-1669). in Rivista Italiana di Numismatica (1892), p. 45

Livorno
- Dario Modigliani. Un errore inedito su una moneta Livornese: Dodicesimo di Tollero o Luigino di Cosimo III, 1670-1723. in Bollettino Numismatico Vol. 9, n. 5 (Nov., 1972), p. 10-11

Massa
- Giorgio Viani, Memorie della famiglia Cybo & delle monete di Massa di Lunigiana, Pisa, 1808.

Modena
- Arsenio Crespellani. La zecca di Modena nei periodi comunale ed Estense. Modena, 1884.

Monaco
- Girolamo Rossi Monete dei Grimaldi principi di Monaco

Tassarolo
- Agostino Olivieri, Monete e medaglie degli Spinola: di Tassarolo, Ronco, Roccaforte, Arquata e Vergagni, Genova, 1860.